# Río Sonderend

Río Sonderend, en rojo, y río Breede, al norte.

El río Sonderend (Riviersonderend en afrikáans) es un afluente del río Breede, en la provincia del Cabo Occidental, en Sudáfrica. Nace en las montañas que hay tras las ciudades de Villiersdorp y Franschhoek, las Hottentots Holland, que forman parte del Cinturón de Pliegues del Cabo, en el Distrito Municipal de Overberg. Cerca de Villiersdorp se encuentra el embalse de Theewaterskloof, que retiene el río. Luego, este fluye hacia el este, atravesando las localidades de Helderstroom, Genadendal y Riviersonderend, de la que obtiene el nombre, hasta su desembocadura en el río Breede, después de recorrer 135 km.

## Nombre
En 1673, Willem ten Rhyne se refirió al Sonderend como el 'río sin fin' (sine fine flumen, en latín). En 1707, Jan Hatogh, un horticultor de la Compañía Neerlandesa de las Indias Orientales, se refirió al río como el Kantdydnn, derivado de la lengua de los hessequa, tribu local, Kamma-kan Kamma, también 'río sin fin'.